# Prix Louis-Delluc
Prix Louis-Delluc (pl. Nagroda Louisa Delluca) – nagroda filmowa przyznawana corocznie od 1937 dla najlepszej francuskiej produkcji filmowej.

## Historia nagrody
Nagroda została ustanowiona dla uczczenia pamięci francuskiego krytyka filmowego i reżysera Louis Delluc (1890–1924) z inicjatywy dwóch dziennikarzy: Marcela Maurice’a i Bessy Idzkowskiego.
Po raz pierwszy została przyznana w 1937 i od tego czasu z przerwami jest przyznawana co roku, w drugi czwartek grudnia. Niekiedy Nagroda Louisa Delluca jest określana „filmową Nagrodą Goncourtów” („Le prix Goncourt du Cinema”).
Od 2000 jest przyznawana oddzielna nagroda za debiut reżyserski. Jury składa się z około dwudziestu znanych krytyków filmowych i filmowców kina francuskiego, pod przewodnictwem reżysera i krytyka Gilles’a Jacoba. Obrady i wręczenie nagród zawsze odbywa się w paryskiej restauracji „Le Fouquet's” na Polach Elizejskich. Wśród nagrodzonych są zarówno znani filmowcy jak np. Jean-Luc Godard i Claude Chabrol (2000), a także przed wprowadzeniem kategorii najlepszego debiutu reżyserskiego, Jean-Paul Rappeneau (1965) czy Sandrine Veysset (1996).
Najczęściej nagradzanym Nagrodą im. Louisa Delluca reżyserem jest Alain Resnais, który otrzymał ją trzykrotnie (w latach 1966, 1993, 1997). Dwa razy tryumfowali zaś: Louis Malle (1957, 1987), Michel Deville (1967, 1988) i Claude Sautet (1969, 1995).
Kilkakrotnie w historii przyznawania nagrody, a mianowicie w latach 1962, 1987, 1990, 1997 i 2003, jury nie zdołało wyłonić zwycięskiego filmu. Również zdarzyło się, że wybrane zostały produkcje, które nie miały premiery we francuskich kinach, przed ich nagrodzeniem, jak miało to miejsce w 1982 w wypadku filmu Danton Andrzeja Wajdy, który miał premierę we Francji dopiero w styczniu następnego roku.
W latach 1947, 1961, 2002 i 2008 nagrody zostały przyznane filmom dokumentalnym (odpowiednio Paris 1900, Un cœur gros comme ça, Być i mieć i Współczesne życie).
W 1979 po raz pierwszy film animowany pt. Le Roi et l'Oiseau w reżyserii Paula Grimaulta został uhonorowany Nagrodą Louisa Delluca.

## Nagroda za najlepszy film
| Rok        | Tytuł oryginalny                      | Tytuł                                           | Reżyseria                   |                       |
| 1937       | Les Bas-fonds                         | Ludzie z zaułka                                 | Jean Renoir                 |                       |
| 1938       | Le Puritain                           |                                                 | Jeff Musso                  |                       |
| 1939       | Quai des brumes                       | Ludzie za mgłą                                  | Marcel Carné                |                       |
| 1940– 1944 | Nagrody nie przyznano                 | Nagrody nie przyznano                           | Nagrody nie przyznano       | Nagrody nie przyznano |
| 1945       | L'Espoir                              | Nadzieja                                        | André Malraux Boris Peskine |                       |
| 1946       | La Belle et la bête                   | Piękna i bestia                                 | Jean Cocteau                |                       |
| 1947       | Paris 1900                            |                                                 | Nicole Vedrès               |                       |
| 1948       | Les Casse-pieds                       |                                                 | Jean Dréville               |                       |
| 1949       | Rendez-vous de juillet                | Spotkanie lipcowe                               | Jacques Becker              |                       |
| 1950       | Journal d'un curé de campagne         | Dziennik wiejskiego proboszcza                  | Robert Bresson              |                       |
| 1951       | Nagrody nie przyznano                 | Nagrody nie przyznano                           | Nagrody nie przyznano       | Nagrody nie przyznano |
| 1952       | Le Rideau cramoisi                    | Szkarłatna zasłona                              | Alexandre Astruc            |                       |
| 1953       | Les Vacances de M. Hulot              | Wakacje pana Hulot                              | Jacques Tati                |                       |
| 1954       | Les Diaboliques                       | Widmo                                           | Henri-Georges Clouzot       |                       |
| 1955       | Les Grandes Manœuvres                 | Wielkie manewry                                 | René Clair                  |                       |
| 1956       | Le Ballon rouge                       | Czerwony balonik                                | Albert Lamorisse            |                       |
| 1957       | Ascenseur pour l'échafaud             | Windą na szafot                                 | Louis Malle                 |                       |
| 1958       | Moi un noir                           | Ja, czarny                                      | Jean Rouch                  |                       |
| 1959       | On n'enterre pas le dimanche          |                                                 | Michel Drach                |                       |
| 1960       | Une aussi longue absence              | Tak długa nieobecność                           | Henri Colpi                 |                       |
| 1961       | Un cœur gros comme ça                 |                                                 | François Reichenbach        |                       |
| 1962       | L'Immortelle                          | Nieśmiertelna                                   | Alain Robbe-Grillet         |                       |
| 1962       | Le Soupirant                          | Zalotnik                                        | Pierre Étaix                |                       |
| 1963       | Les Parapluies de Cherbourg           | Parasolki z Cherbourga                          | Jacques Demy                |                       |
| 1964       | Le Bonheur                            | Szczęście                                       | Agnès Varda                 |                       |
| 1965       | La Vie de château                     | Życie zamku                                     | Jean-Paul Rappeneau         |                       |
| 1966       | La guerre est finie                   | Wojna się skończyła                             | Alain Resnais               |                       |
| 1967       | Benjamin ou Les mémoires d'un puceau  | Benjamin, czyli pamiętnik cnotliwego młodzieńca | Michel Deville              |                       |
| 1968       | Baisers volés                         | Skradzione pocałunki                            | François Truffaut           |                       |
| 1969       | Les Choses de la vie                  | Okruchy życia                                   | Claude Sautet               |                       |
| 1970       | Le Genou de Claire                    | Kolano Klary                                    | Éric Rohmer                 |                       |
| 1971       | Rendez-vous à Bray                    | Spotkanie w Bray                                | André Delvaux               |                       |
| 1972       | État de siège                         | Stan oblężenia                                  | Constantin Costa-Gavras     |                       |
| 1973       | L'Horloger de Saint-Paul              | Zegarmistrz od świętego Pawła                   | Bertrand Tavernier          |                       |
| 1974       | La Gifle                              | Policzek                                        | Claude Pinoteau             |                       |
| 1975       | Cousin, cousine                       | Kuzyn, kuzynka                                  | Jean-Charles Tacchella      |                       |
| 1976       | Le Juge Fayard dit le shérif          | Sędzia Fayard zwany Szeryfem                    | Yves Boisset                |                       |
| 1977       | Diabolo menthe                        | Syrop miętowy                                   | Diane Kurys                 |                       |
| 1978       | L'Argent des autres                   | Cudze pieniądze                                 | Christian de Chalonge       |                       |
| 1979       | Le Roi et l'oiseau                    | Król i ptak                                     | Paul Grimault               |                       |
| 1980       | Un Étrange voyage                     | Dziwna podróż                                   | Alain Cavalier              |                       |
| 1981       | Une étrange affaire                   | Dziwna sprawa                                   | Pierre Granier-Deferre      |                       |
| 1982       | Danton                                | Danton                                          | Andrzej Wajda               |                       |
| 1983       | À nos amours                          | Za naszą miłość                                 | Maurice Pialat              |                       |
| 1984       | La Diagonale du fou                   | Przekątna gońca                                 | Richard Dembo               |                       |
| 1985       | L'Effrontée                           | Złośnica                                        | Claude Miller               |                       |
| 1986       | Mauvais sang                          | Zła krew                                        | Leos Carax                  |                       |
| 1987       | Au revoir les enfants                 | Do zobaczenia, chłopcy                          | Louis Malle                 |                       |
| 1987       | Soigne ta droite                      | Uważaj z prawej                                 | Jean-Luc Godard             |                       |
| 1988       | La Lectrice                           | Lektorka                                        | Michel Deville              |                       |
| 1989       | Un monde sans pitié                   | Świat bez litości                               | Eric Rochant                |                       |
| 1990       | Le Petit criminel                     | Mały przestępca                                 | Jacques Doillon             |                       |
| 1990       | Le Mari de la coiffeuse               | Mąż fryzjerki                                   | Patrice Leconte             |                       |
| 1991       | Tous les matins du monde              | Wszystkie poranki świata                        | Alain Corneau               |                       |
| 1992       | Le Petit prince a dit                 |                                                 | Christine Pascal            |                       |
| 1993       | Smoking / No Smoking                  | Palić/Nie palić                                 | Alain Resnais               |                       |
| 1994       | Les roseaux sauvages                  | Dzikie trzciny                                  | André Téchiné               |                       |
| 1995       | Nelly et Monsieur Arnaud              | Nelly i pan Arnaud                              | Claude Sautet               |                       |
| 1996       | Y aura-t-il de la neige à Noël?       | Czy będzie śnieg na Boże Narodzenie?            | Sandrine Veysset            |                       |
| 1997       | On connaît la chanson                 | Znamy tę piosenkę                               | Alain Resnais               |                       |
| 1997       | Marius et Jeannette                   | Marius i Jeanette                               | Robert Guédiguian           |                       |
| 1998       | L'Ennui                               | Nuda                                            | Cédric Kahn                 |                       |
| 1999       | Adieu, plancher des vaches!           | Żegnaj, stały lądzie                            | Otar Ioseliani              |                       |
| 2000       | Merci pour le chocolat                | Gorzka czekolada                                | Claude Chabrol              |                       |
| 2001       | Intimacy                              | Intymność                                       | Patrice Chéreau             |                       |
| 2002       | Être et avoir                         | Być i mieć                                      | Nicolas Philibert           |                       |
| 2003       | Cavale Un couple épatant Après la vie | Zbieg Wspaniała para Po życiu                   | Lucas Belvaux               |                       |
| 2003       | Les Sentiments                        | Uczucia                                         | Noémie Lvovsky              |                       |
| 2004       | Rois et reine                         | Królowie i królowa                              | Arnaud Desplechin           |                       |
| 2005       | Les amants réguliers                  | Zwyczajni kochankowie                           | Philippe Garrel             |                       |
| 2006       | Lady Chatterley                       | Kochanek lady Chatterley                        | Pascale Ferran              |                       |
| 2007       | La Graine et le mulet                 | Tajemnica ziarna                                | Abdellatif Kechiche         |                       |
| 2008       | La Vie moderne                        | Współczesne życie                               | Raymond Depardon            |                       |
| 2009       | Un prophète                           | Prorok                                          | Jacques Audiard             |                       |
| 2010       | Mistérios de Lisboa                   | Tajemnice Lizbony                               | Raúl Ruiz                   |                       |
| 2011       | Le Havre                              | Człowiek z Hawru                                | Aki Kaurismäki              |                       |
| 2012       | Les Adieux à la reine                 | Żegnaj, królowo                                 | Benoît Jacquot              |                       |
| 2013       | La Vie d'Adèle                        | Życie Adeli                                     | Abdellatif Kechiche         |                       |

## Nagroda za debiut reżyserski
| Rok  | Tytuł oryginalny                         | Tytuł          | Reżyseria                   |
| 2000 | Ressources humaines                      | Zasoby ludzkie | Laurent Cantet              |
| 2001 | Toutes les nuits                         |                | Eugène Green                |
| 2002 | Wesh wesh, qu'est-ce qui se passe?       |                | Rabah Ameur-Zaïmeche        |
| 2003 | Il est plus facile pour un chameau…      |                | Valeria Bruni Tedeschi      |
| 2004 | Quand la mer monte...                    |                | Gilles Porte Yolande Moreau |
| 2005 | Douches froides                          |                | Antony Cordier              |
| 2006 | Le Pressentiment                         | Złe przeczucie | Jean-Pierre Darroussin      |
| 2007 | Naissance des pieuvres                   | Lilie wodne    | Céline Sciamma              |
| 2007 | Tout est pardonné                        |                | Mia Hansen-Løve             |
| 2008 | L'Apprenti                               |                | Samuel Collardey            |
| 2009 | Qu'un seul tienne et les autres suivront |                | Léa Fehner                  |
| 2010 | Belle Épine                              |                | Rebecca Zlotowski           |
| 2011 | Donoma                                   |                | Djinn Carrenard             |
| 2012 | Louise Wimmer                            |                | Cyril Mennegun              |
| 2013 | Vandal                                   |                | Hélier Cisterne             |